# Rivalité entre Millwall F.C. et West Ham United F.C.
L'East London derby désigne le derby londonien opposant West Ham United au Millwall Football Club, deux clubs basés à l'Est de la capitale anglaise. Les premiers jouent au Stade olympique de Londres alors que les seconds disputent leurs matchs au Den. Le dernier match a opposé les deux équipes en Division 2 le 4 février 2012.
Le premier derby opposant les deux clubs a lieu le 23 septembre 1897 et s'est terminé par une victoire de Millwall sur le score de deux buts à zéro. La plus large victoire est à l'actif de Millwall, les Lions s'imposant alors 2 avril 1903 sept buts à un.
Sur les 99 rencontres officielles jouées à la date du 4 février 2012, Millwall en a remporté 38 et West Ham United 34 ; les deux clubs se sont séparés sur un score de parité à 27 reprises. Millwall a marqué 141 buts contre 140 pour West Ham.
Entre le 13 octobre 1959 et le 7 octobre 1978, les deux clubs ennemis ne s'affrontent pas lors de compétition officielle soit au total pendant près de 19 ans.

## Histoire

### Origines de la rivalité
L'origine de ce derby de l'est de Londres trouve sa source dans les industries. Le Millwall FC a été créé en 1885 par des ferblantiers d'une usine de l'Île aux Chiens, un des port de la ville. Dix ans plus tard, un contremaître d'une entreprise concurrente crée le Thames Ironworks FC, ancêtre du West Ham United FC. Ainsi la rivalité sportive entre Millwall et Thames Ironworks s'est vite intensifiée sur la base de la rivalité qui existe entre les deux companies dans le monde des dockers londoniens.

### Années 1900-1910: Millwall domine

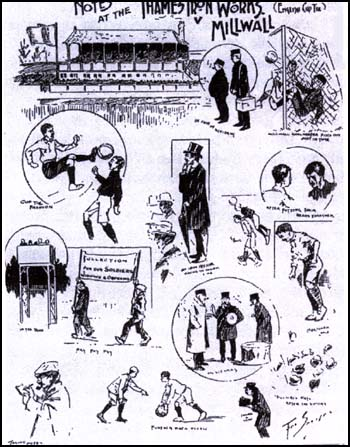
Illustration d'époque du match du 9 décembre 1899

Les premières rencontres du East London derby sont l'avantage du Millwall Athletic, nom du club entre 1890 et 1910. Les Lions alignent même une série de 12 rencontres sans défaite contre West Ham entre 1902 et 1904. Les deux clubs se rencontrent principalement dans le cadre de la Southern Football League et de la Western Football League, même si quelques matchs se sont déroulés en London League et dans d'autres compétitions. Cependant, les Hammers parviennent à tenir la concurrence de Milwall à l'approche de la Première Guerre mondiale ; entre 1910 et 1914, le bilan des confrontations entre les deux équipes est équilibré : 5 victoires pour chacun des clubs et 4 scores de parité.

### Entre-deux-guerres: West Ham prend la main
Entre 1919 et 1939, les Hammers s'approprient la plupart des derbies. West Ham remporte huit rencontres, Millwall quatre tandis que les deux formations se sont neutralisés à six reprises.

## Confrontations sportives

### Matchs mémorables
- 23 septembre 1897 - Millwall Athletic 2 - 0 Thames Ironworks - Match amical :

Premier match entre les deux équipes devant 1300 spectateurs. Le match amical se termine sur le score de 2-0 pour Millwall.
- 9 décembre 1899 - Thames Ironworks 1 - 2 Millwall Athletic - Coupe d'Angleterre 1888-1889 :

- 2 avril 1903 - West Ham 1 - 7 Millwall Athletic - Coupe de bienfaisance professionnel du Sud :

Plus large défaite de West Ham contre Millwall dans un match officiel.
- 2 novembre 1904 - West Ham 3 - 0 Millwall Athletic - Southern Football League :

Premier match de West Ham à Boleyn Ground les trois buts ont été marqués par Billy Bridgeman.
- 4 mai 1972 - Millwall Athletic 3 - 5 West Ham - Match amical :

- 3 décembre 1988 - Millwall 0 - 1 West Ham - First Division 1988-1989 :

Il s'agit du premier match entre ces deux équipes en première division. Malgré cette victoire des Hammers sur un but de Paul Ince, West Ham sera relégué en fin de saison tandis que Milwall finira en milieu de classement.
- 21 mars 2004 - Millwall 4 - 1 West Ham United - Football League Championship :

- 25 août 2009 - West Ham 3 - 1 ap Millwall - Coupe de la Ligue 2009-2010 :

Premier et à ce jour seul match entre les deux équipes en Coupe de la Ligue. Juste après la rencontre qui a débouché sur la victoire de West Ham au Boleyn Ground, la pelouse a été envahie par des supporters, des échauffourées ont eu lieu dans le quartier et un supporter de Millwall a été poignardé. La FA a condamné en janvier 2010 West Ham à une amende de 115 000 livres sterling pour cet incident.

## Statistiques

### Statistiques des confrontations
À l'issue du dernier derby de la saison 2011-2012, qui eut lieu le 4 février 2012, les statistiques dans les rencontres officielles sont favorables au Millwall FC, qui totalise 38 victoires en 99 matchs, contre 34 succès pour West Ham, et 27 matchs nul. Sur les 24 rencontres de Football League, West Ham en a gagné 8, alors que le Millwall en a gagné 5. Le tableau suivant dresse le bilan des confrontations officielles entre les deux clubs de l'est londonien.
| Compétition                       | Victoires de Millwall | Matchs nuls | Victoires de West Ham | Total | Buts de Millwall | Buts de West Ham |
| --------------------------------- | --------------------- | ----------- | --------------------- | ----- | ---------------- | ---------------- |
| Football League                   | 5                     | 11          | 8                     | 24    | 23               | 33               |
| Coupe d'Angleterre                | 1                     | 0           | 1                     | 2     | 3                | 5                |
| Coupe de la Ligue                 | 0                     | 0           | 1                     | 1     | 1                | 3                |
| Full Members Cup                  | 1                     | 0           | 0                     | 1     | 2                | 1                |
| Southern Floodlight Cup           | 0                     | 0           | 1                     | 1     | 1                | 3                |
| Southern Football League          | 15                    | 8           | 9                     | 32    | 46               | 32               |
| Western Football League           | 8                     | 3           | 3                     | 14    | 23               | 13               |
| London League                     | 2                     | 2           | 2                     | 6     | 11               | 12               |
| London Challenge Cup              | 3                     | 0           | 3                     | 6     | 8                | 12               |
| Southern Professional Charity Cup | 1                     | 0           | 1                     | 2     | 8                | 3                |
| London PFA Charity Fund           | 2                     | 3           | 5                     | 10    | 15               | 23               |
| Totaux                            | 38                    | 27          | 34                    | 99    | 141              | 140              |

### Comparaison des titres
En termes de titres remportés, il est assez difficile de distinguer le club le plus titrés mais il est sûr que le club qui est le plus titrés est le West Ham United Football Club vu son palmarès européen ainsi que ces épopées lors des coupes nationaux. Mais le Millwall Football Club lui a plusieurs titres de championnat dans son palmarès bien qu'il soit vrai qu'il n'a qu'un titre de championnat de deuxième division contrairement au West Ham United Football Club qui en a deux.
| Équipe   | Premier League | Championship | League One | League Two | Coupe | Coupe de la Ligue | Community Shield | C1 | C2 | C3 | C4 | SCE |
| -------- | -------------- | ------------ | ---------- | ---------- | ----- | ----------------- | ---------------- | -- | -- | -- | -- | --- |
| Millwall | 0              | 1            | 3          | 1          | 0     | 0                 | 0                | 0  | 0  | 0  | 0  | 0   |
| West Ham | 0              | 2            | 0          | 0          | 1     | 1                 | 1                | 0  | 1  | 0  | 1  | 0   |
| Total    | 0              | 3            | 3          | 1          | 1     | 1                 | 1                | 0  | 1  | 0  | 1  | 0   |

### Série d'invincibilité
Le plus grand nombre de victoires consécutives a été établi par le Millwall avec six succès lors des confrontations 18,19, 20, 21, 22 et 23 pour le Millwall et le plus grand nombre de victoires consécutives établi par le West Ham a lieu lors des confrontations 70, 71, 72 et 73. En termes de série d'invincibilité, le Millwall a réalisé une performance de douze matchs sans défaites entre 1902 et 1904, la meilleure série pour le West Ham étant de dix matchs entre 1933 et 1979.
| Club     | Du                                     | Au                                       | Série               |
| Millwall | 26 avril 1902 Millwall 1-0 West Ham    | 1er septembre 1904 Millwall 4-0 West Ham | 12 matchs (9V - 3N) |
| West Ham | 21 octobre 1933 Millwall 2-2 West Ham  | 14 mai 1979 West Ham 3-0 Millwall        | 10 matchs (4V - 6N) |
| Millwall | 16 février 1907 West Ham 0-1 Millwall  | 14 novembre 1908 Millwall 3-1 West Ham   | 7 matchs (6V - 1N)  |
| Millwall | 15 novembre 1992 Millwall 2-1 West Ham | 16 avril 2005 West Ham 1-1 Millwall      | 6 matchs (3V - 3N)  |

## D'un club à l'autre
(avril 2012).

### En tant que joueur
- Andy Impey
- Anton Otulakowski
- Benny Fenton
- Brian Dear
- Charles Ambler
- Charlie Dove
- Clive Allen
- Dale Gordon
- Dave Mangnall
- David Forde
- Dennis Burnett
- Don Hutchison
- Frank Neary
- Fred Griffiths
- Frederick Shreeve
- Gary Alexander
- Gary Bowes
- Glen Johnson
- Graham Paddon
- Harry Crisps
- Harry Obeney
- Jack Burkett
- Jim Standen
- Kenny Brown
- Lawrie Leslie
- Lucas Neill
- Moses Ashikodi
- Neil Ruddock
- Paul Allen
- Paul Goddard
- Peter Buchanan
- Roger Cross
- Teddy Sheringham
- Tony Cottee
- Wilf Philips
- Willie Stewart

### En tant qu'entraineur
- Billy Bonds

## Autour de la rivalité

### Films
Plusieurs films ont parlé de la rivalité entre ces deux équipes et certains d'entre eux se sont penchés sur les hooligans de Millwall et West Ham.
- The Firm (1989)
- Hooligans (2005)
- Rise of the Footsoldier (2007)
- Hooligans 2 (2009)
- The Firm (2009)